# POKET Zsebkönyvek

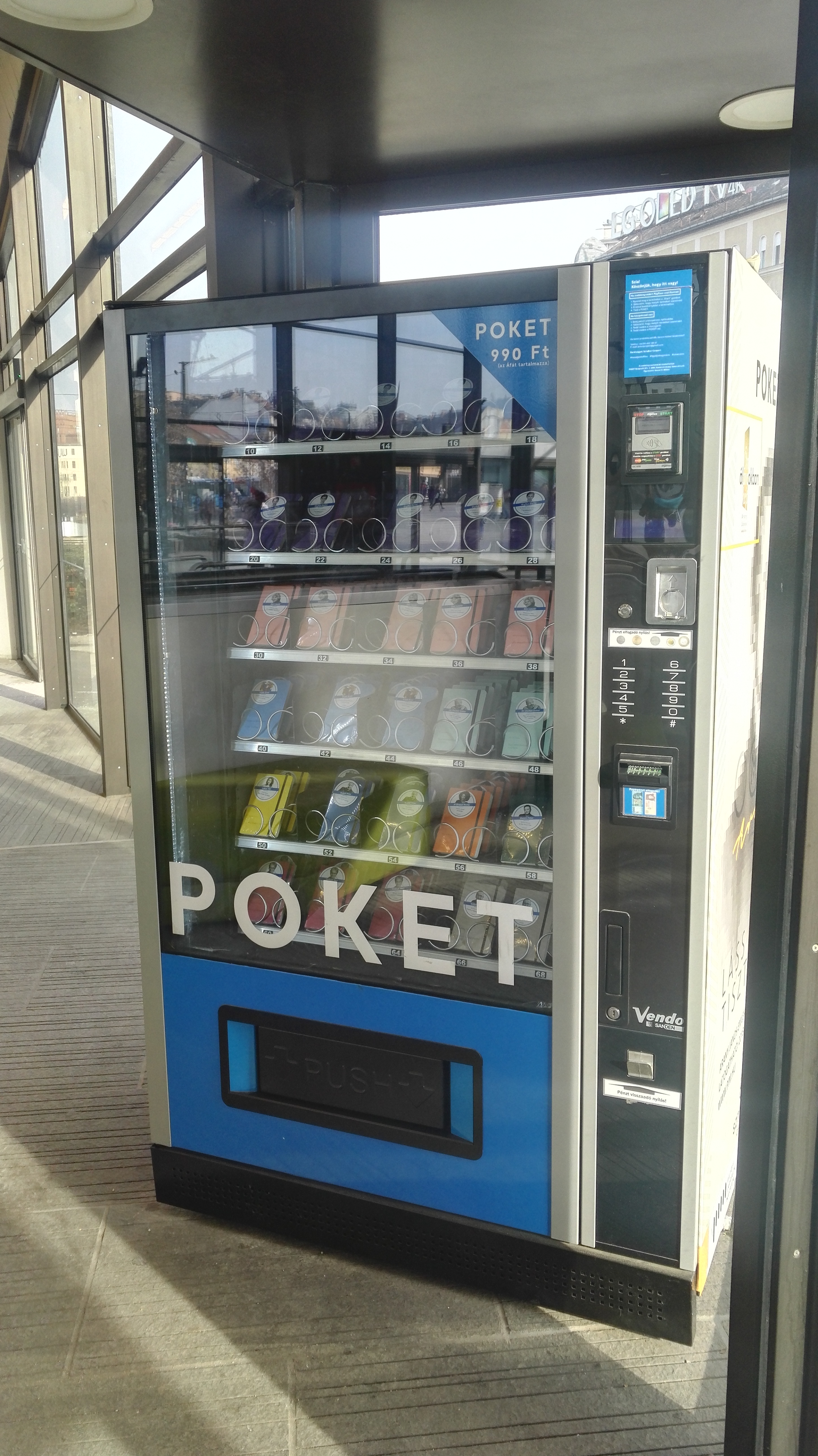
POKET automata Budapesten, a Széll Kálmán téri metróállomás épületében

A POKET Zsebkönyvek egy 2018 áprilisában indult kezdeményezés, melynek célja minőségi irodalom terjesztése automatából, elérhető áron, tömegközlekedési eszközökön is könnyen olvasható zsebkönyv formában.
A kezdeményezést 2018. április 11-én, a magyar költészet napján indította útnak a Sztalker Csoport. Budapest hét frekventált pontján (Széll Kálmán téri metróállomás, Vígszínház, Keleti pályaudvar, Puskás Ferenc Stadion metróállomás, Móricz Zsigmond körtér, Déli pályaudvar, Madách Imre tér) helyeztek el könyvautomatává alakított italautomatákat, bennük az első öt kiadvánnyal, melyeket 990 forintos áron lehetett megvásárolni. Emellett egy mikrobusz is járta a nyári fesztiválokat, ahol szintén meg lehetett vásárolni a könyveket. A tesztüzem nem várt sikerrel zajlott, az első könyvek a tervezett fél év helyett két hét alatt fogytak el. Május első hetében ezután egy ideig különféle használt könyvek (nem POKET-kiadványok) voltak kaphatóak az automatákban, míg meg nem érkezett az újabb készlet.
2019. január 7-én jelentették be, hogy az automaták terjeszkedése Budapesten kívül is megindul, először egy keleti (Cegléd, Szolnok, Debrecen, Nyíregyháza, Miskolc, Eger, Gyöngyös, Gödöllő) és nyugati (Tatabánya, Komárom, Győr, Sopron, Szombathely, Veszprém, Székesfehérvár) körrel. Ezek közül elsőként a szentendrei HÉV-állomáson lévő automatát adták át, február 14-én, majd 2019 folyamán összesen tizenhét automatát állítottak fel országszerte, köztük a budapestiek száma is bővült. 2020-ban tíz automatával bővült a hálózat. Több automata felállításában közösségi finanszírozás segített. A POKET finanszírozásához színházi előadások bevétele, valamint önkormányzati és kulturális támogatások is hozzájárultak, de a 2020-as koronavírus-járvány miatt ezek visszaestek, emiatt a könyvek árát 2020 áprilisától 1500 forintra kellett emelni.
A könyvek megvásárolhatóak online is, a poketonline.hu oldalon.

## Kiadványok
A legtöbb könyv egy híres ember vagy szervezet ajánlásával került be a programba.

Az utolsó oszlopban jelölt kötetek elfogytak vagy hamarosan elfogynak, és újranyomásukat nem tervezik.
|       | Szerző                                               | Cím                                                                            | Nagykövet                                     | Közreműködők | Megjelent  |   |
| ----- | ---------------------------------------------------- | ------------------------------------------------------------------------------ | --------------------------------------------- | --- | ---------- | - |
| 1     | Szerb Antal                                          | Utas és holdvilág                                                              | Rudolf Péter                                  | | 2018-04-11 |   |
| 2     | Esterházy Péter                                      | És mesélni kezdtem… (regényrészletek)                                          | Dés László                                    | az írásokat válogatta: Dés László                                                                                             | 2018-04-11 |   |
| 3     | Molnár Ferenc                                        | A Pál utcai fiúk                                                               | Geszti Péter                                  | | 2018-04-11 |   |
| 4     | Csáth Géza                                           | Egy elmebeteg nő naplója                                                       | Zacher Gábor                                  | | 2018-04-11 | + |
| 5     | Krúdy Gyula                                          | Ady Endre éjszakái                                                             | Lábas Viki                                    | | 2018-04-11 | + |
| 6     | Virginia Woolf                                       | Orlando                                                                        | Al Ghaoui Hesna                               | fordította: Szávai Nándor | 2018-07-21 |   |
| 7     | Karinthy Frigyes                                     | Utazás a koponyám körül                                                        | Szilasi László                                | | 2018-08-21 | + |
| 8     | Antoine de Saint-Exupéry                             | A kis herceg                                                                   | Rubik Ernő                                    | fordította: Dunajcsik Mátyás                                                                                                  | 2018-09-22 |   |
| 9     | Bohumil Hrabal                                       | Gyöngéd barbárok (két kisregény)                                               | Törőcsik Mari                                 | fordította: Varga György | 2018-12-01 | + |
| 10    | Lewis Carroll                                        | Alice Csodaországban                                                           | Gryllus Dorka                                 | fordította: Kosztolányi Dezső illusztrációk: Autistic Art Alapítvány                                                          | 2018-12-21 | + |
| 11    | Hajnóczy Péter                                       | A halál kilovagolt Perzsiából                                                  | Till Attila                                   | | 2019-01-29 |   |
| 12    | Kira Poutanen                                        | A csodálatos tenger                                                            | Hosszú Katinka                                | fordította: Bába Laura | 2019-02-27 | + |
| 13    | Rejtő Jenő                                           | Csontbrigád                                                                    | Kemény István                                 | az előszót írta: Kemény István                                                                                                | 2019-03-20 | + |
| 14    | Rejtő Jenő                                           | A tizennégy karátos autó                                                       | Kemény István                                 | az előszót írta: Kemény István                                                                                                | 2019-03-20 | + |
| 15    | Háy János                                            | Sztreccs (novelláskötet)                                                       | Beck Zoli                                     | | 2019-04-07 | + |
| V01   | Horváth Panna (szerk.)                               | A szarvassá változott fiú kiáltozása a titkok kapujából (versantológia)        | Vecsei H. Miklós                              | az előszót írta: Vecsei H. Miklós illusztráció: Soós Luca                                                                     | 2019-04-07 | + |
| 16    | Viktor Pelevin                                       | Kristályvilág (novelláskötet)                                                  | Háy János                                     | fordította: Bratka László | 2019-05-16 | + |
| 17    | Szabó Magda                                          | Az őz                                                                          | Juhász Anna                                   | | 2019-06-13 | + |
| 18    | Piotr Szewc                                          | Pusztulás                                                                      | Kováts Adél                                   | fordította: Pálfalvi Lajos | 2019-06-27 | + |
| 19    | Darren Shan                                          | Rémségek cirkusza                                                              | Ember Márk                                    | fordította: F. Nagy Piroska                                                                                                   | 2019-07-27 | + |
| 20    | Weöres Sándor                                        | A teljesség felé                                                               | Szarvas József Tündérkertek Projekt           | A Fortepan képeivel – válogatta: Horváth Panna                                                                                | 2019-08-25 | + |
| 21    | F. Scott Fitzgerald                                  | A nagy Gatsby                                                                  | Wunderlich József                             | fordította: Máthé Elek | 2019-09-06 | + |
| 22    | Murakami Haruki                                      | Miről beszélek, amikor futásról beszélek                                       | Baji Balázs Budapest, Európa Sportfővárosa    | fordította: Nagy Anita | 2019-09-17 | + |
| 23    | Sánta Ferenc                                         | Az ötödik pecsét                                                               | Cserhalmi György                              | | 2019-11-15 | + |
| 24    | –                                                    | Identitás és útkeresés – Szemelvények az Újszövetségből                        | Mácsai Pál                                    | fordította és az előszót írta: Simon Tamás László o. s. b. illusztráció: Kondor Béla Pilinszky János Introitusz című versével | 2019-12-20 |   |
| 25    | David Sax                                            | Az analóg bosszúja                                                             | Keleti Éva                                    | fordította: Kele Nóra, Kele Olivér                                                                                            | 2020-02-12 |   |
| 26    | Boris Vian                                           | Tajtékos napok                                                                 | Bálint gazda                                  | fordította: Bajomi Lázár Endre Estike virágmaggal                                                                             | 2020-03-07 | + |
| GY1   | Bosnyák Viktória                                     | Tündérboszorkány                                                               | Amigos Alapítvány                             | az első ifjúsági Poket | 2020-03-07 |   |
| GY2   | Jo Nesbø                                             | Doktor Proktor pukipora                                                        | InDaHouse Hungary                             | fordította: Petrikovics Edit illusztrálta: Mike Lowery                                                                        | 2020-04-02 |   |
| V02   | Horváth Panna (szerk.) Vecsei H. Miklós (szerk.)     | Írott kövöm dobom a mélybe                                                     | Presser Gábor                                 | Bardon Barnabás illusztrációival                                                                                              | 2020-04-10 |   |
| 27    | Latinovits Zoltán                                    | Ködszurkáló                                                                    | Venczel Vera                                  | Keleti Éva fényképeivel | 2020-05-23 | + |
| GY3   | Guus Kuijer                                          | Minden dolgok könyve                                                           | Kórház Suli                                   | fordította: Wekerle Szabolcs Annie M. G. Schmidt versét fordította: Molnár Krisztina Rita                                     | 2020-05-23 |   |
| 28    | Kiss Dávid                                           | Cigánytelep nyolctól négyig                                                    | Nyári Oszkár és a Karaván Színház             | | 2020-06-20 |   |
| GY4   | Kiss Ottó                                            | Csillagszedő Márió                                                             | Világítani Fogok nyári tábor                  | Paulovkin Borbála illusztrációival A bevétel a Világítani Fogok nyári tábort támogatja                                        | 2020-07-22 |   |
| 29    | Andrzej Stasiuk                                      | Hogyan lettem író                                                              | Szabó Balázs                                  | fordította: Pálfalvi Lajos | 2020-07-29 | + |
| 30    | Roald Dahl                                           | Matilda                                                                        | Rujder Vivien                                 | fordította: Totth Benedek | 2020-08-26 | + |
| 31    | Kosztolányi Dezső                                    | Édes Anna                                                                      | Rúzsa Magdolna                                | Első teljes kiadás, rekonstruált szöveggel Illusztráció: Zádor Tamás (Kiégő Izzók)                                            | 2020-09-21 |   |
| GY5   | Rosemarie Eichinger                                  | Esznek-e a halottak epertortát?                                                | Kompánia Alapítvány                           | fordította: Nádori Lídia A bevétel a Kompánia Alapítványt támogatja                                                           | 2020-09-21 |   |
| 32    | Vlagyimir Szorokin                                   | Morfofóbia                                                                     | Cserna-Szabó András                           | | 2020-10-31 |   |
| 33    | Balogh Gábor                                         | Nevem Halil                                                                    | Vecsei H. Miklós                              | A POKET Friss pályázat díjnyertese                                                                                            | 2020-10-31 |   |
| GY6   | Otfried Preußler                                     | Torzonborz, a rabló                                                            | Motiváció Műhely                              | A bevétel a Motiváció Műhelyt támogatja                                                                                       | 2020-10-31 |   |
| 34    | John Lukacs                                          | A huszadik század rövid története                                              | Ablonczy Balázs                               | fordította: Komáromy Rudolf az előszót írta: Ablonczy Balázs                                                                  | 2020-11-25 | + |
| GY7   | Molnár Ferenc                                        | A kékszemű                                                                     | Fesztbaum Béla                                | A bevétel a Bethesda Kórházat támogatja                                                                                       | 2020-11-25 |   |
| 35.   | Gobbi Hilda                                          | Közben                                                                         | Kútvölgyi Erzsébet                            | Keleti Éva fényképeivel | 2021-01-29 | + |
| 36.   | Dzsokha al-Harszi                                    | A Hold asszonyai                                                               | Szabados Ágnes                                | fordította: Karim Chorfi, Kertész Judit                                                                                       | 2021-01-29 | + |
| GY8.  | Rump Tímea                                           | Levendula hercegnő                                                             | –                                             | A POKET Friss ifjúsági nyertese A kötet bevétele az Egyszülős Központ munkáját támogatja                                      | 2021-01-29 |   |
| 37.   | Csáth Géza                                           | Fekete csönd                                                                   | Orvos-Tóth Noémi                              | Csáth Géza ismeretlen rajzaival                                                                                               | 2021-02-19 |   |
| GY9.  | Romhányi József                                      | Szamárfül                                                                      |                                               | A bevétel az Ódry Árpád Művészotthont támogatja                                                                               | 2021-03-18 |   |
| 38.   | Ivan Viripajev                                       | Részegek                                                                       | ifj. Vidnyánszky Attila                       | fordította: Kozma András | 2021-03-18 | + |
| GY10. | Janikovszky Éva                                      | Égigérő fű                                                                     |                                               | | 2021-04-09 |   |
| V03   | Beck Zoltán, Mucsi Zoltán, Vecsei H. Miklós (szerk.) | Barátom, aki voltál (versantológia)                                            | Mucsi Zoltán                                  | Beck Zoltán illusztrációival                                                                                                  | 2021-04-13 |   |
| 39.   | Berecz István (szerk.)                               | Zeng a lélek (Népdalok)                                                        | Bagossy Brothers Company                      | Magyar népdalok Berecz István válogatásában                                                                                   | 2021-06-03 |   |
| 40.   | Ugron Zsolna (szerk.)                                | Kisded tenger                                                                  | Ugron Zsolna                                  | Antológia a Balatonról A balatonfüredi automata átadásával egybekötve                                                         | 2021-06-25 |   |
| E 01. | Szerb Antal                                          | Journey by Moonlight                                                           |                                               | Fordította: Len Rix, képek: Fortepan Az első angol nyelvű Poket                                                               | 2021-06-28 |   |
| 41.   | Lackfi János                                         | Dupla medve                                                                    | Lovasi András                                 | Versek az olvasók által javasolt témákra Lovasi András előszavával                                                            | 2021-07-29 |   |
| 42.   | Sinkovits Imre                                       | „Vigasz-lámpácskák”                                                            | Kubik Anna                                    | Keleti Éva és Gáti György fényképeivel                                                                                        | 2021-08-26 |   |
| 43.   | Stanisław Lem                                        | Solaris                                                                        | Barabási Albert László                        | Barabási Albert László előszavával és illusztrációival                                                                        | 2021-09-08 |   |
| 44.   | Omara–Háy János                                      | Amit gondolsz, az van lefestve                                                 | Thuróczy Szabolcs                             | Az Everybody Needs Art és a Poket közös kötete Omara festményei Háy János írásaival                                           | 2021-11-05 |   |
| 45.   | Asztalos Emese, Juhász Anna, Horváth Panna (szerk.)  | Pilinszky100 – Szemközt a pusztulással egy ember lépked hangtalan              | Jelenits István                               | | 2021-11-20 |   |
| 46.   | Grecsó Krisztián                                     | Ami elhasadt                                                                   | Sebő Ferenc                                   | | 2021-12-03 |   |
| 47.   | Frida Kahlo                                          | Napló                                                                          | Szabó T. Anna                                 | Fordította: Szabó T. Anna | 2022-02-11 |   |
| 48.   | Psota Irén                                           | A PSOTA!                                                                       | Almási Éva                                    | Szerkesztett válogatás Psota Irén önéletrajzi írásából                                                                        | 2022-02-13 |   |
| 49.   | Tamási Áron                                          | Jégtörő Mátyás                                                                 | Bogdán Zsolt                                  | Kisteleki Dóra illusztrációival                                                                                               | 2022-03-17 |   |
| 50.   | Mihail Bulgakov                                      | A Mester és Margarita                                                          |                                               | A regény két kötetben jelent meg.                                                                                             | 2022-03-17 |   |
| V04.  |                                                      | A nevetlen, titkos gyökereknek raja erősebb, mélyebb földbe ás (versantológia) |                                               | | 2022-04-11 |   |
| 51.   | Agatha Christie                                      | Gyilkosvadászat                                                                | Csankó Zoltán                                 | | 2022-06-15 |   |
| 52.   | Longosz–Marc Chagall                                 | Daphnisz és Chloé                                                              | Horgas Eszter                                 | | 2022-06-25 |   |
| 53.   |                                                      | Fénytörésben – Kortárs magyar Balaton                                          | Miklósa Erika                                 | Az írások a „Balaton” hívószaván kívül egy, az írók által választott tárgy ihletében készültek.                               | 2022-07-14 |   |
| 54.   | Liszt Ferenc                                         | Chopin élete                                                                   | Szilasi Alex                                  | A kötet a Lengyel Intézet, a Wacław Felczak Alapítvány és a POKET közös kiadványa.                                            | 2022-08-24 |   |
| 55.   | Shaun Tan                                            | Érkezés                                                                        | Magyar Képregény Szövetség                    | A POKET Zsebkönyvek első képeskönyve                                                                                          | 2022-09-16 |   |
| 56.   | Balatoni Mónika (szerk.)                             | A Garas                                                                        | Kern András                                   | | 2022-09-16 |   |
| 57.   | Romhányi József és Nepp József nyomán Rigó Béla      | A Mézga család                                                                 | Barány Bence és Csányi Péter a VATES alapítói | | 2022-10-03 |   |
| 58.   | Hermann Hesse                                        | Demian                                                                         | Balla Gergely – Platon Karataev               | Egon Schiele önarcképeivel jelent meg.                                                                                        | 2022-10-20 |   |
| 59.   | George Orwell                                        | 1984                                                                           | Elefánt zenekar                               | A regény két kötetben jelent meg.                                                                                             | 2022-11-11 |   |
| 60.   | Móricz Zsigmond, Holics Janka                        | Két szerelmesek                                                                | Hegedűs D. Géza                               | | 2023-03-07 |   |
| 61.   | József Attila                                        | Szabad-ötletek jegyzéke                                                        | Jordán Tamás                                  | | 2023-03-23 |   |
| 62.   | William Shakespeare                                  | Rómeó és Júlia                                                                 | Aurevoir.                                     | Mészöly Dezső fordításában.                                                                                                   | 2023-04-07 |   |
| 63.   | William Shakespeare                                  | Hamlet, dán királyfi                                                           | Aurevoir.                                     | Arany János fordításában. | 2023-04-07 |   |
| V05.  |                                                      | Fa leszek, ha… (versantológia)                                                 | Дeva®                                         | | 2023-05-18 |   |
| 64.   | Vekerdy Tamás                                        | Válogatott előadások                                                           | Pattermann Kinga                              | Hat előadás szövege, Pattermann Kinga előszavával                                                                             | 2023-05-22 |   |
| 65.   | Jacek Dukaj                                          | Extansa                                                                        | Henri Gonzo                                   | A Lengyel Intézet támogatásával.                                                                                              | 2023-08-29 |   |
| 66.   | Mikó Csaba                                           | Égető                                                                          |                                               | A Poket kiadásában jelent meg először                                                                                         | 2023-09-27 |   |
| 67.   | Berecz András                                        | Kaptárbontás                                                                   |                                               | | 2023-10-05 |   |
| 68.   | Lackfi János                                         | Keresgélők imakönyve                                                           |                                               | | 2023-11-10 |   |
| 69.   | Carlo Collodi                                        | Pinokkió                                                                       | Dino Benjamin                                 | A Vígszínház új musicaljéhez kapcsolódóan.                                                                                    | 2023-12-10 |   |
| 70.   | Jászberényi Sándor                                   | Altatók                                                                        |                                               | | 2024-01-13 |   |
| 71.   | Háy János                                            | Vietnám – Teli börönd üres szív                                                | Kollár-Klemencz László                        | | 2024-02-14 |   |
| 72.   | Szabó Borbála                                        | Nincsenapám, seanyám                                                           |                                               | | 2024-03-15 |   |
| 73.   | Visky András                                         | A test történetei                                                              |                                               | | 2024-04-21 |   |
| 74.   | Mohácsi István – Mohácsi János                       | Egyszer élünk avagy a tenger azontúl tűnik semmiségbe                          |                                               | | 2024-07-18 |   |
| 75.   | Schein Gábor                                         | Mordecháj könyve                                                               | Udvaros Dorottya                              | | 2024-08-05 |   |
| 76.   | Egressy Zoltán                                       | Csóksemmi                                                                      | Müller Péter Sziámi                           | | 2024-08-29 |   |
| E 02. | Molnár Ferenc                                        | The Paul Street Boys                                                           |                                               | Fordította: Esze Dóra Emma A második angol nyelvű Poket                                                                       | 2024-10-16 |   |
| 77.   | Radnóti Miklós                                       | Bori notesz – A bori munkaszolgálat versei és dokumentumai                     | Vecsei H. Miklós és QJÚB                      | | 2024-11-09 |   |
| 78.   | Albert Camus                                         | Az idegen                                                                      | Sára Gergely                                  | | 2025-02-06 |   |
| 79.   | Rainer Maria Rilke                                   | Történetek a Jóistenről                                                        | Visky András                                  | | 2025-03-13 |   |

A nagy Gatsby, a Miről beszélek, amikor futásról beszélek és Az ötödik pecsét környezetbarát csomagolásban, műanyag védőfólia helyett papírborítással jelent meg. A Tajtékos napok az első teljesen újrahasznosított anyagból készült Poket.
A POKET-könyvek megjelenését időnként a könyvhöz kapcsolódó rendezvények kísérik, A nagy Gatsby bemutatóját például összekötötték a regényből készült darab előbemutatójával, Murakami könyvének megjelenésekor pedig futóversenyt rendeztek.

### Egyéb kiadványok
Könyvek

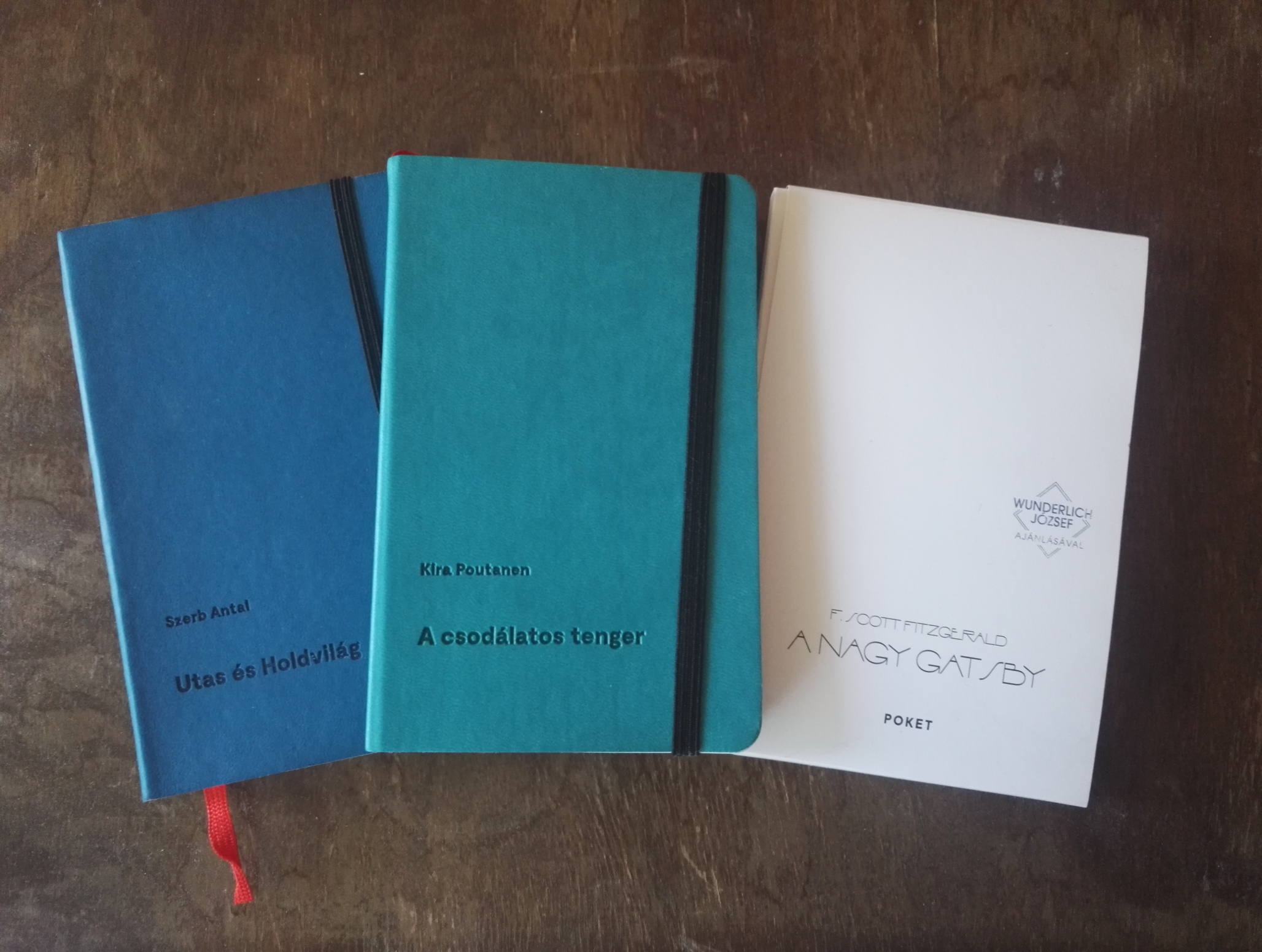
Néhány Poket-zsebkönyv

- 100 szóban Budapest – a 2018-as novellapályázat száz legjobbja, valamint válogatás az előző évek terméséből (2018. október 5.)
- 100 szóban Budapest – a 2019-es novellapályázat száz legjobbja, illusztrációkkal (2019. október 4.)
- MI VAN? (novelláskötet) – Pion István, Ayhan Gökhan, Mécs Anna et al., szerk. Lackfi János, nagykövet: Süveg Márk aka Saiid (2019. december 10.)
- Mondjad, Atikám! – Vecsei H. Miklós József Attila-estjének bővített szövegkönyve az előadás fényképeivel és József Attila legszebb leveleivel (2020. augusztus 28.) Nagyobb mérete miatt kizárólag a poketonline-ról rendelhető, az automatákban nem kapható.
- 100 szóban Budapest – a 2020-as novellapályázat nyertesei (2020. november 17.; nagykövet: Szabó Benedek)
- Amigos egy POKET oldalban – avagy barátság a négy fal között – karantén témájú irodalmi pályázat 50 győztese (2020. november 20.; nagykövet: Zoltán Áron)
- Egy év – végtelen én – évtervező naptár 2021-re (2020. november 26.; nagykövet: Gulyás Lídia)
- Zsebkvíz – A POKET első irodalmi kvízkötete (2021. április 20.; nagykövet: Gundel Takács Gábor)
- A bebábozódás után – versantológia, a RefCOO Kutatóműhely verspályázatának nyerteseivel (2021. október 26.; nagykövet: Nádasdy Ádám, szerkesztő: Bársony Márton és Nádasdy Ádám)
- Egy év – végtelen mi – évtervező naptár 2022-re (2021. november 6.; nagykövet: Puskás-Dallos Bogi és Péter)
- 100 szóban Budapest – a 2021-es novellapályázat nyertesei (2021. november 17.)
- Üzeneted érkezett – 31 inspiráló nő gondolatai; a Telekommal együttműködésben (2022. március 8.)
- Magyar dalszövegek (válogatás)  (2022. július 14.)
- Arany János és Petőfi Sándor levelezése (2022. december 14.; nagykövet: Járai Márk)
- Párbeszéd, sötétben – Egy előadás szövegkönyve Csoóri Sándor életműve nyomán (2022. december 14.)
- A stadionok kis hercege – Kylian Mbappé életrajza (2023. március 31., nagykövet: Rudolf Gergely)
- Világnak világa - Középkori királynék kortárs írásai (antológia) (2023. július 5., nagykövet: Lékai-Kiss Ramóna)
- Színház a város – A külvilágból csinálunk színpadot – 12, Budapesthez kötődő színdarab, letölthető hangjátékkal, Péterfy-Novák Éva, Péterfy Gergely, Grecsó Krisztián et al. (2023. augusztus 3.; nagykövet: Jurányi Ház)
- Kaptárbontás – Berecz András kedves magyar, csuvas, török és tuva meséi (2023. október 5.)
- 30Y X dalszövegek (2023. november 23.)
- Radnóti-évtervező: Testvérem, látod, ketten vagyunk (2023. november 25.)
- Madách Imre: Az ember tragédiája – eredeti szöveg és Vecsei H. Miklós értelmező átirata (2023. december 10.)
- Morvai L. Daniel: Költői Kellékek – verseskötet (2024. május 10.)
- Park hangok – dalszövegek (2024. június 4.)
- „Mindig rohantam az uccán” – Radnóti Miklós Budapestje (2024. november 9.; nagykövet: Szabó Kimmel Tamás)
- Sírok, írók a Fiumeiben – 50, a Fiumei úti sírkertben nyugvó költő és író élete és síremléktörténete egy-egy vers vagy egyéb részlet kíséretében (2024. november 17.)
- József Attila-évtervező (2024. december 15.)

Egyéb
- Városszínező krétapakk
- „Bőrön a költő” – ideiglenes tetoválás hat költő arcképével, eddig négyféle változatban
- Budapest randitérképe – a Hosszúlépés. Járunk? csapatával közösen, Szerb Antal idézeteivel, nagykövet: Ónodi Eszter (2018. november 17.)
- Szentendrei randitérkép
- Randitérkép 2020 – újabb, kétnyelvű budapesti randitérkép a Hosszúlépés. Járunk? csapatával közösen, ajándék szerelemlakattal (2020. július 21.)
- Kockás füzet, Csíkos füzet, Pöttyös füzet – iskolás füzetként használható POKET-méretű könyvek, Lina és Panni ajánlásával (2020. augusztus 26.)
- Koronavírus elleni maszk
- Pólók költők képeivel ill. a Fortepan képeivel (csak a poketonline-ról rendelhető)
- Poket társasjáték (2022. december 19.)

## Automaták
| Kihelyezés           | Város            | Hely                                                   | Megjegyzések                                                       |
| -------------------- | ---------------- | ------------------------------------------------------ | ------------------------------------------------------------------ |
| 2018. április 11.    | Budapest         | Déli pályaudvar                                        |                                                                    |
| 2018. április 11.    | Budapest         | Keleti pályaudvar, M2-es metró mozgólépcsője           |                                                                    |
| 2018. április 11.    | Budapest         | Madách Imre tér, Örkény Színház előtt                  |                                                                    |
| 2018. április 11.    | Budapest         | Móricz Zsigmond körtér, „Gomba”                        |                                                                    |
| 2018. április 11.    | Budapest         | Széll Kálmán tér, metróállomás                         |                                                                    |
| 2018. április 11.    | Budapest         | Szent István körút, Vígszínház jegypénztára            |                                                                    |
| 2018. április 17.    | Budapest         | Puskás Ferenc Stadion metróállomás                     | Megszűnt                                                           |
| 2018. július 10.     | Budapest         | Ludwig Múzeum                                          | A Poket oldalán már nem szerepel; valószínűleg megszűnt            |
| 2019. február 14.    | Szentendre       | HÉV-állomás                                            |                                                                    |
| 2019. február 15.    | Gödöllő          | Művészetek Háza                                        | A Poket oldalán már nem szerepel; valószínűleg megszűnt            |
| 2019. március 14.    | Budapest         | Batthyány tér, HÉV-állomás                             | Közösségi finanszírozásból                                         |
| 2019. március 14.    | Tata             | Kossuth tér                                            |                                                                    |
| 2019. április 11.    | Komárom          | Brigetio Gyógyfürdő bejárata                           | Megszűnt                                                           |
| 2019. április 11.    | Veszprém         | Hangvilla                                              |                                                                    |
| 2019. május 9.       | Szolnok          | Aba-Novák Agóra                                        |                                                                    |
| 2019. május 29.      | Cegléd           | Kersuli                                                | A Poket oldalán már nem szerepel; valószínűleg megszűnt            |
| 2019. június 12.     | Eger             | Dobó téri árkádsor                                     |                                                                    |
| 2019. szeptember     | Budapest         | Károlyi-kert                                           |                                                                    |
| 2019. szeptember 26. | Miskolc          | Művészetek Háza                                        |                                                                    |
| 2019. szeptember 30. | Székesfehérvár   | Fő u. 8                                                | A színházzal szemben                                               |
| 2019. október 15.    | Vác              | Széchenyi u. 11                                        | Megszűnt                                                           |
| 2019. október 21.    | Szeged           | Somogyi Károly Városi és Megyei Könyvtár               | A Szeged-Pécs-Debrecen automatakihelyezésre szervezett adakozásból |
| 2019. november 11.   | Budapest         | Várkert Bazár                                          | A Poket oldalán már nem szerepel; valószínűleg megszűnt            |
| 2019. november 13.   | Nyíregyháza      | Móricz Zsigmond Megyei és Városi Könyvtár              |                                                                    |
| 2019. november 21.   | Hódmezővásárhely | Bessenyei Ferenc Művelődési Központ                    |                                                                    |
| 2020. március        | Győr             | Fehérvári u. 3. (Interspar)                            |                                                                    |
| 2020. március        | Szombathely      | Savaria mozi bejárata                                  | 2021 november elején áthelyezve az Újvilág utcai Intersparból      |
| 2020. március        | Sopron           | Selmeci u. 15.-17. (Interspar)                         |                                                                    |
| 2020. március        | Budapest         | Budapest Liszt Ferenc nemzetközi repülőtér 2A terminál | Utasmólón a Café Frei és a Gyermeksarok közelében                  |
| 2020. március        | Budapest         | Budapest Liszt Ferenc nemzetközi repülőtér 2B terminál | B9-B14 kapu                                                        |
| 2020. április 9.     | Kecskemét        | Agóra                                                  |                                                                    |
| 2020. augusztus 7.   | Budapest         | Fény utcai piac                                        |                                                                    |
| 2020. augusztus 18.  | Debrecen         | Csapó utcai sétálóövezet                               | A Szeged-Pécs-Debrecen automatakihelyezésre szervezett adakozásból |
| 2020. augusztus 24.  | Pécs             | Színház tér                                            | A Szeged-Pécs-Debrecen automatakihelyezésre szervezett adakozásból |
| 2020. szeptember 7.  | Budapest         | Allee bevásárlóközpont földszintje                     |                                                                    |
| 2021. május 25.      | Esztergom        | Széchenyi tér. Kapcsolatok Háza                        |                                                                    |
| 2021. június 25.     | Balatonfüred     | Vaszary Galéria kertje                                 | A Poket oldalán már nem szerepel; valószínűleg megszűnt            |
| 2021. október 28.    | Kaposvár         | Együd Árpád Művelődési Központ                         | A Poket oldalán már nem szerepel; valószínűleg megszűnt            |
| 2022. július 14.     | Tihany           | Kikötő                                                 | A Poket oldalán már nem szerepel; valószínűleg megszűnt            |

## Díjak
- Budapestért díj (2022)